# Flatida angolensis
Flatida angolensis är en insektsart som först beskrevs av William Lucas Distant 1910.  Flatida angolensis ingår i släktet Flatida och familjen Flatidae.

## Underarter
Arten delas in i följande underarter:
- F. a. ornata
- F. a. angolensis